# ایگال نائور
ایگال نائور (زاده سال ۱۹۵۸) در اسرائیل زاده شد. اصالت وی عراقی یهودی است. وی در فیلم‌ها و سریال‌های آمریکایی ایفای نقش کرده‌است. از جمله مهم‌ترین نقش‌هایی که ایفا کرده می‌توان به نقش صدام در سریال چهار قسمتی خانهٔ صدام و نقش داریوش یکم در فیلم ۳۰۰: ظهور یک امپراتوری اشاره کرد.

## فیلم شناسی
- مونیخ (فیلم)، ۲۰۰۵
- استرداد، ۲۰۰۷
- خانهٔ صدام، ۲۰۰۸
- کافر، ۲۰۱۰
- ۳۰۰: ظهور یک امپراتوری، ۲۰۱۴